# Aaron Kemps
Aaron Kemps (Bundaberg, 10 september 1983) is een Australisch voormalig wielrenner.
Hij reed in 2004 bij het Quick-Step-Davitamon espoirs team en werd in 2005 prof bij Liberty Seguros. 

## Belangrijkste overwinningen
2003
- 6e etappe Giro delle Regione (U23)
- 1e etappe Baby Giro

2006
- 1e etappe Ronde van Burgos

2007
- Herald Sun Classic
- 3e etappe Herald Sun Tour
- 7e etappe Herald Sun Tour

2010
- 1e etappe Ronde van China
- 3e etappe Ronde van China
- 7e etappe Ronde van China

2011
- 1e etappe Ronde van het Qinghaimeer

## Resultaten in voornaamste wedstrijden
| Jaar | Ronde van Italië | Ronde van Frankrijk | Ronde van Spanje |
| ---- | ---------------- | ------------------- | ---------------- |
| 2005 |                  |                     |                  |
| 2006 |                  |                     | 119e             |
| 2007 |                  |                     |                  |
| 2008 |                  |                     |                  |

| Jaar | Milaan-San Remo | Gent-Wevelgem | Parijs-Roubaix | Ronde van Lombardije | Cyclassics Hamburg |  | Wereldranglijsten |
| ---- | --------------- | ------------- | -------------- | -------------------- | ------------------ |  | ----------------- |
| 2005 | opgave          |               | opgave         |                      | 77e                |  |                   |
| 2006 |                 | 48e           | 79e            | opgave               |                    |  | 190e (UPT)        |
| 2007 | 83e             | 15e           | opgave         | opgave               |                    |  | 204e (UPT)        |
| 2008 |                 | 30e           |                |                      | 29e                |  |                   |

## Ploegen
- 2004 - Quick Step-Davitamon (stagiair)
- 2005 - Liberty Seguros-Würth
- 2006 - Astana
- 2007 - Astana
- 2008 - Astana
- 2009 - Rock Racing
- 2010 - Fly V Australia
- 2011 - V Australia (vanaf 15/02)
- 2012 - Champion System Pro Cycling Team